# Bosniska mujaheddin
Bosniska mujaheddin (bosniska: Bosanski mudžahedini) var utländska muslimska frivilliga soldater (mujaheddin) som stred på Bosnien och Hercegovinas sida, mot bosnienserbiska och bosnienkroatiska styrkor under kriget i Bosnien (1992–1995).
Bosniska mujaheddin tillhörde den 7:e muslimska brigaden i Bosniska armén.

## Kriget
De första islamisterna anlände till den centrala delen av Bosnien och Hercegovina under den andra halvan av år 1992.
Islamisterna kom från länder som exempelvis Afghanistan, Iran, Egypten, Pakistan, Ryssland (särskilt Dagestan och Tjetjenien), Saudiarabien, Turkiet, USA och Jemen.
Efter att attackerna den 11 september 2001 i USA skedde, uppkom anklagelser om att medlemmar från den militanta islamistiska terroriströrelsen Al-Qaida hade anslutit sig och krigat i Bosnien.

## Storlek
Hur många som stred i kriget är oklart. De flesta uppskattningar säger att det varierar mellan 1 000 och 2 000 soldater, medan andra uppger mellan 500 och 5 000 soldater.